# Tsehay Gemechu
Tsehay Gemechu Beyan, née le 12 décembre 1998, est une athlète éthiopienne, spécialiste de la course de fond.

## Carrière
Le 21 octobre 2018, elle remporte le semi-marathon de Delhi avec un nouveau record de la course en 1 h 06 min 50 (soit 9 secondes plus vite que le précédent record de Mary Keitany) devant la Kényane Joyciline Jepkosgei et de sa compatriote Zeineba Yimer,. Quelques semaines plus tard, à Valence, elle bat le record d'Éthiopie du 10 km en 30 min 15 s, 15 secondes de mieux que l'ancien record de Tirunesh Dibaba, et devient le 5e meilleure performeuse de tous les temps. 
Lors des Jeux africains de 2019, elle remporte le 10 000 m en 30 min 58 s 78 devant ses compatriotes Zeineba Yimer et Dera Dida. Elle est également médaillée d'or par équipe lors des Championnats du monde de cross-country.